# Van Rensselaer (famiglia)

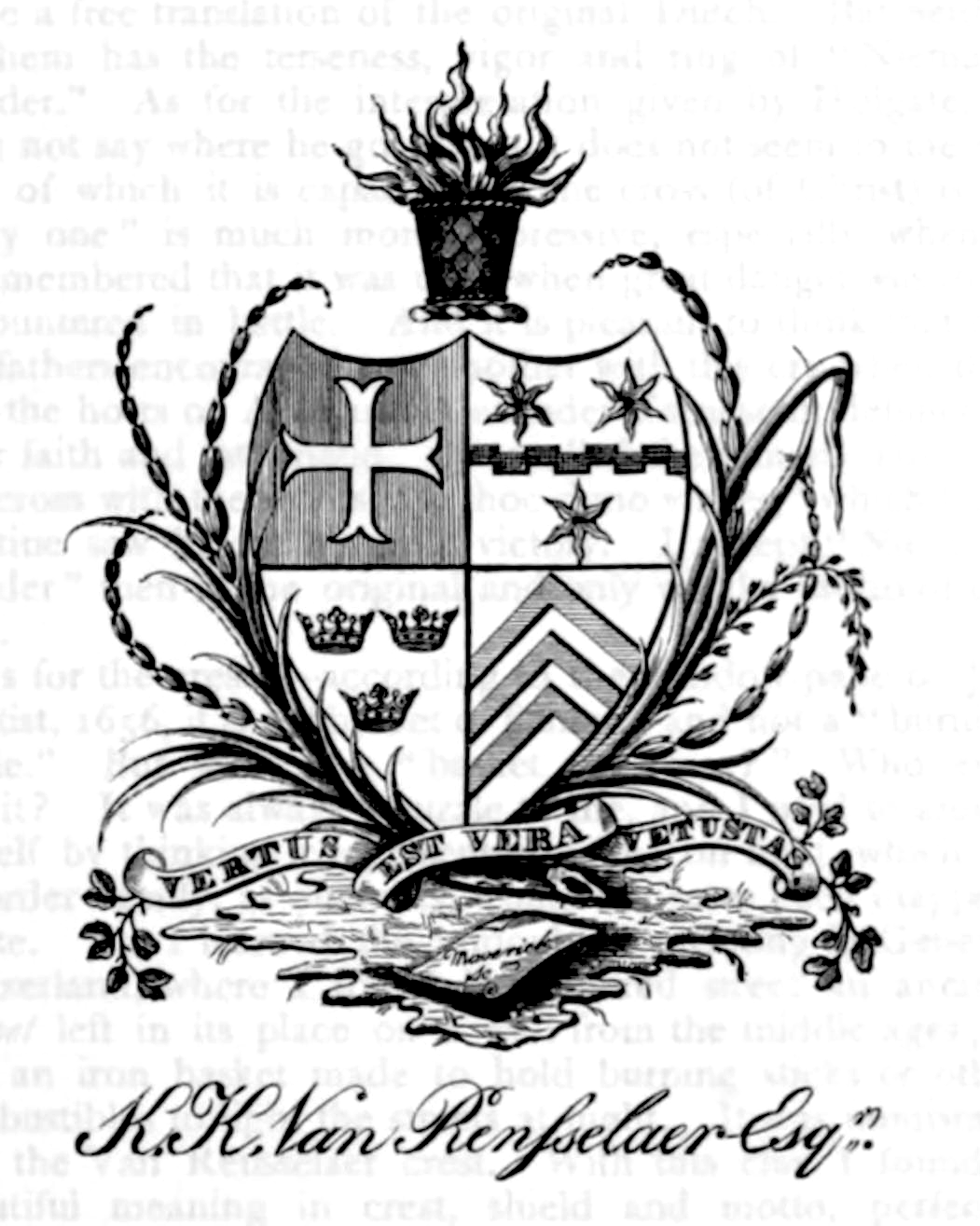
Ex libris di Killian K. Van Rensselaer, raffigurante lo stemma della famiglia

La famiglia Van Rensselaer (/ˈrɛnslər, -slɪər/) è una casata di origini olandesi che ha acquisito grande rilevanza durante i secoli XVII, XVIII e XIX nell’area attualmente corrispondente allo stato di New York. I suoi membri hanno ricoperto un ruolo di rilievo nella formazione degli Stati Uniti, distinguendosi come figure di spicco nel mondo degli affari, nella politica e nella società.

## Storia
I Van Rensselaer erano di origine olandese e la famiglia migrò inizialmente dai Paesi Bassi verso una vasta area situata lungo il fiume Hudson, nell’attuale regione di Albany, nello stato di New York. I Van Rensselaer, insieme ad altri patroon, denominarono questa giovane colonia Nuova Olanda. Numerosi membri della famiglia furono attivamente coinvolti nella politica e nelle forze armate. Il nucleo patrimoniale più celebre della famiglia fu la tenuta di Rensselaerswyck, estesa su circa un milione di acri: pur frammentata in seguito alla Rivolta anti-affitto (Anti-Rent Revolt) degli anni 1840, essa contribuì a consolidare la posizione della famiglia Van Rensselaer come una delle più ricche dell’America dei primi tempi.
Lo scrittore Herman Melville, discendente della famiglia Van Rensselaer, menzionò la casata nel primo capitolo del romanzo Moby Dick:
«Tocca il senso dell’onore, soprattutto se si proviene da una vecchia famiglia ben consolidata nel paese, come i Van Rensselaer, o i Randolph, o gli Hardicanute.»
La scrittrice Edith Wharton, cugina dei Van Rensselaer, si dice abbia tratto ispirazione dalla famiglia per delineare i personaggi dei Van der Luyden nel romanzo L’età dell’innocenza.

## Patroon di Rensselaerswyck
- Kiliaen Van Rensselaer (1586–1643), primo Patroon di Rensselaerswyck
- Johan van Rensselaer (1625–1663), secondo Patroon
- Jan Baptist van Rensselaer (1629–1678), direttore di Rensselaerwyck dal 1652 al 1658 e terzo Patroon[4]

## Signori della magione di Rensselaerswyck
- Kiliaen Van Rensselaer (morto nel 1687), figlio di Johan, quarto Patroon e primo signore del maniero di Rensselaerswyck
- Kiliaen Van Rensselaer (1663–1719), figlio di Jeremias, quinto Patroon e secondo signore del maniero
- Jeremias Van Rensselaer (1705–1743),figlio di Kiliaen, sesto Patroon e terzo signore del maniero
- Stephen van Rensselaer I (1707–1747), figlio di Kiliaen, fratello di Jeremias, settimo Patroon e quarto signore del maniero
- Stephen van Rensselaer II (1742–1769), figlio di Stephen, ottavo Patroon e quinto signore del maniero
- Stephen Van Rensselaer III (1764–1839), Rappresentante degli Stati Uniti di New York e vicegovernatore di New York, fondatore e omonimo del Rensselaer Polytechnic Institute, figlio di Stephen II, nono Patroon e sesto signore del maniero
- Stephen Van Rensselaer IV (1789–1868), figlio di Stephen III, decimo ed ultimo Patroon e settimo ed ultimo signore del maniero